# Eutymiusz (Sczastniew)
Eutymiusz, imię świeckie Fiodor Dormidontowicz Sczastniew (ur. w lutym 1839, zm. 27 grudnia 1912?/9 stycznia 1913) – rosyjski biskup prawosławny.
Był synem kapłana prawosławnego. W 1858 ukończył seminarium duchowne w Niżnym Nowogrodzie. Dwa lata później został wyświęcony na kapłana (jako mężczyzna żonaty) i podjął pracę duszpasterską w cerkwi Wniebowstąpienia Pańskiego w Tieriuszewie (gubernia niżnonowogrodzka) i służył w niej przez kolejne 33 lata. W Tieriuszewie brał udział w organizacji trzech szkół, w pierwszej z nich, szkole ludowej, był w niej nauczycielem i katechetą. Przez osiemnaście lat był dziekanem IV dekanatu w ujeździe nowogrodzkim. W 1875 zmarła jego żona, pozostawiając trzyletniego syna. W 1892 ks. Sczastniew otrzymał godność protoprezbitera. Rok później, idąc za radą arcybiskupa niżnonowogrodzkiego Włodzimierza, złożył wieczyste śluby mnisze, przyjmując imię zakonne Eutymiusz. Natychmiast potem został przełożonym monasteru Przemienienia Pańskiego w Arzamasie. Przebywał w nim jednak tylko dwa lata, gdyż w czerwcu 1895 Świątobliwy Synod Rządzący przeniósł go do pracy duszpasterskiej w eparchii petersburskiej.
17 listopada 1896 miała miejsce jego chirotonia na biskupa nowogrodzko-siewierskiego, wikariusza eparchii czernihowskiej. Dwa lata później objął jako ordynariusz katedrę jenisejską i krasnojarską. Kierował nią do 1912; dwa lata wcześniej stracił wzrok, mimo to pozostał na urzędzie.